# Peter Benický
Peter Benický (maďarsky Beniczky Péter; 1603, pravděpodobně Trnava – 8. února 1664, tamtéž) byl slovenský básník.

## Životopis
Pocházel ze šlechtického rodu Benických z Benice a Mičiné. Vstoupil do královského vojska (jeho otec byl hlavní kapitán hradu Vacova) a zúčastnil se královské deputace do Konstantinopole. Po smrti rodičů se vrátil na své majetky. Obecně se za datum jeho smrti považuje 8. únor 1664, kdy napsal svůj testament. Pochován je v kryptě kostela sv. Mikuláše v Trnavě.

## Tvorba
Věnoval se psaní básní v maďarštině i slovenštině. Ve svých dílech se snažil o popis problémů, sociální kritiku, ale rovněž se vyjadřoval ke vzdělání, cti, pracovitosti, boji, případně ironicky uvažoval o ženách, manželství a dvorské etiketě, přičemž odsuzoval zhýralou šlechtu. Jeho úvahy jsou inspirovány vlastními zkušenostmi a jsou protkávané obrazy nezastavitelného plynutí času, nestálého štěstí, lásky, rozpadu a zkázy.

## Dílo
- 1652 – Slovenské verše (tiskem vyšly až v roce 1873 díky Frankovi V. Sasinkovi)
- 1664 – Maďarské rytmy (Magyar rhitmusok) (knihu po autorově smrti vydal jeho přítel Štefan Bartók)